# Teatr Cesarski
Teatr Cesarski (jap. 帝国劇場 Teikoku Gekijō, ang. Imperial Theater) – japoński teatr znajdujący się naprzeciwko Pałacu Cesarskiego w dzielnicy Marunouchi w okręgu Chiyoda w Tokio, zarządzany przez Tōhō. Teatr często nazywany jest Teigeki (帝劇), a wcześniej był określany jako Cesarski Teatr Ogrodowy.

## Historia

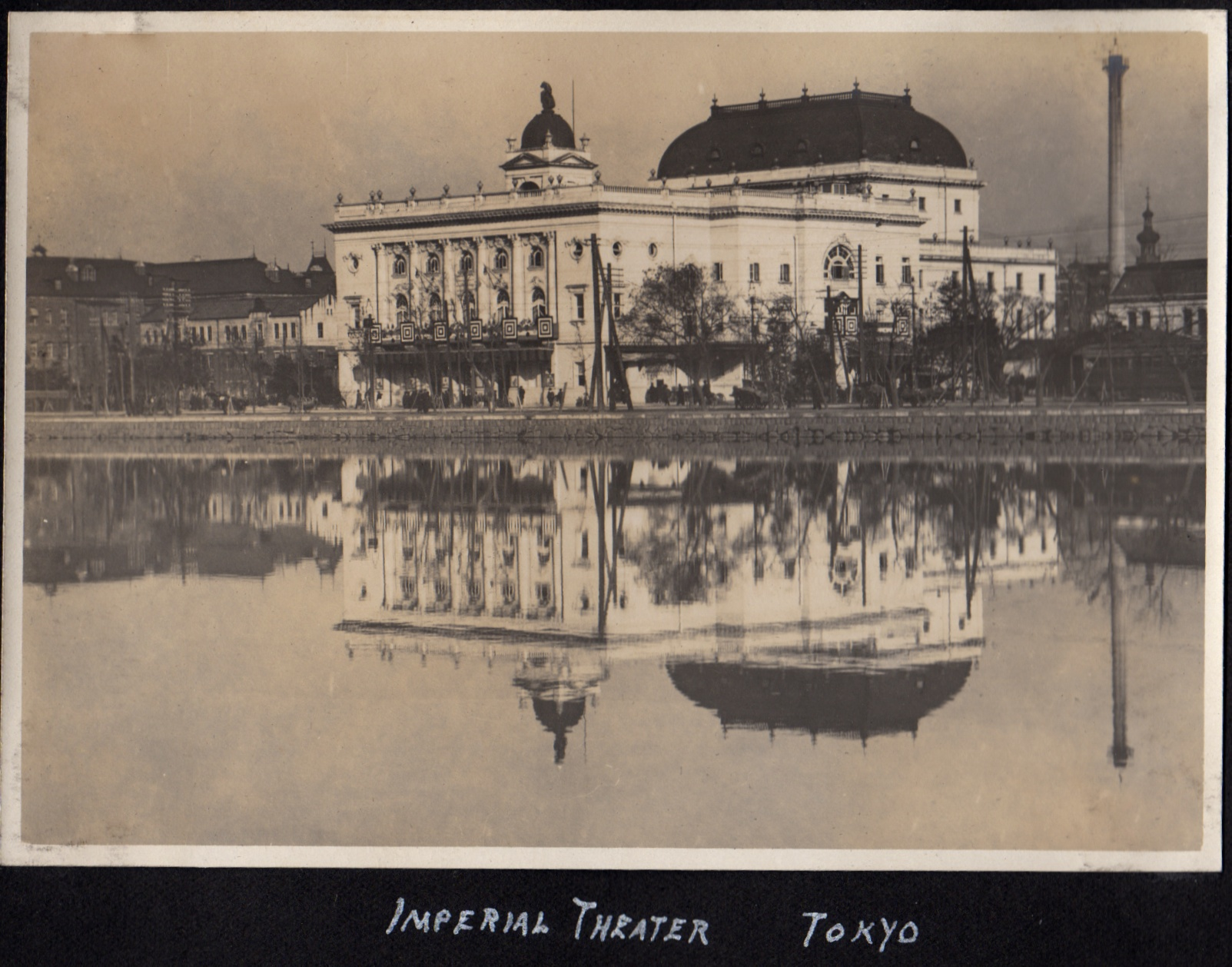
Teatr Cesarski w 1915 roku

Oryginalny czteropiętrowy budynek został zaprojektowany w stylu renesansowym przez Tamisuke Yokogawe, znanego architekta i założyciela firmy Yokogawa.
Plany założenia nowego teatru w Tokio zostały podniesione w 1906 roku przez byłego premiera Hirobumi Itō i biznesmena Eiichi Shibusawe. Następnie założono Imperial Theatre Corporation w 1907 roku, a Yokokawie, architektowi i projektantowi, powierzono zadanie stworzenia miejsca dla tradycyjnych japońskich sztuk widowiskowych, zwłaszcza kabuki, w nowoczesnym teatrze.
Teatr został uroczyście otwarty 1 marca 1911 roku. Jednak nieco ponad dziesięć lat po otwarciu teatr został częściowo zniszczony przez pożar podczas wielkiego trzęsienia ziemi w Kanto 1 września 1923 roku. Teatr został wkrótce odbudowany w 1924 roku, ale przeszedł jeszcze kilka zmian od wczesnego okresu Shōwa do II wojny światowej w tym zmianę kierownictwa podczas kryzysu gospodarczego.
W 1940 roku teatr stał się bezpośrednio zarządzany przez Tōhō.
W 1964 roku teatr został zamknięty ze względu na stan techniczny budynku, po dwóch i pół roku renowacji został ponownie otwarty we wrześniu 1966 roku jako nowy teatr, gdzie pozostaje do dziś. Obecny projekt został wykonany przez Yoshirō Taniguchiego.
Teatr ma zostać tymczasowo zamknięty w połowie lutego 2025 roku w ramach programu przebudowy budynku.